# Majtényiné Túri Katalin
Majtényiné Túri Katalin (Miskolc, 1953. február 1. – Szentes, 1999. december 28.) népművelő, informatikus-könyvtáros. 1982 és 1993 között Szentesen a Városi Könyvtár igazgatója, majd 1993-tól haláláig a hódmezővásárhelyi Németh László Városi Könyvtár igazgatóhelyettese. Közben 1994-től Szegeden főiskolai óraadó tanár, és 1995-96 között a Szentesi Élet városi hetilap felelős szerkesztője.

## Életútja
Dunántúli és szegedi nagycsaládos gyökerekkel Hódmezővásárhelyen nevelkedett, itt kezdte tanulmányait. A Közgazdasági és Egészségügyi Szakközépiskolában érettségizett, majd 1971 őszén az akkor Vásárhelyen működő Megyei Könyvtárban kezdett dolgozni olvasószolgálati munkatársként. A munka mellett 1972-75 között a Debreceni Felsőfokú Tanítóképző Intézetben tanulva népművelő-könyvtáros végzettséget szerzett.
1973-ban, amikor a megyei könyvtári funkciót Szegedre helyezték át, Szentesre pályázott, ahol az akkor József Attila u. 1. alatt működő könyvtár gyermekkönyvtári részlegének vezetője lett.
1976-ban feleségül ment Majtényi Andráshoz (Szentes, 1948-), a szentesi Állami Zeneiskola zongora-szolfézs-magánének-szakos művész-tanárához. Gyermekeik: a tragikusan korán elhunyt Gergely (1979-1991), a zongoraművész-tanárrá lett Eszter (1982-) és a szintén zenei pályát választó Laura (1992-).
1982 és 1993 között a szentesi Városi Könyvtár igazgatója volt - kinevezésekor e minőségében az országban legfiatalabbként.
A munka és a család mellett folyamatosan tanult: 1980-ban a nyíregyházi Bessenyei György Tanárképző Főiskolán a könyvtáros kiegészítő szakot, 1985-ben a Marxizmus-Leninizmus Esti Egyetem filozófia szakosítóját végezte el, majd 1991 és 1994 között Budapesten, az Eötvös Loránd Tudományegyetem Bölcsészet-tudományi Karán informatikus-könyvtáros végzettséget szerzett.
1993-tól újra Hódmezővásárhelyen dolgozott, a Németh László Városi Könyvtár igazgatóhelyetteseként.
Szeptembertől a szegedi Juhász Gyula Tanárképző Főiskola Könyvtártudományi Tanszékének állandó külső óraadó tanára lett a könyvtári tájékoztatáshoz kapcsolódó szaktárgyak előadójaként.
Mindeközben még évekig megmaradt szentesi lakosnak, sőt 1995. júniusától a Szentesi Élet c. városi hetilap ügyvezető szerkesztői tisztét is betöltötte.
1999-ben súlyos betegség támadta meg. December 28-án a szentesi kórházban hunyt el. Temetése 2000. január 4-én volt a szentesi alsó-református temetőben.

## Munkássága
Már szentesi gyermekkönyvtárosként kitűnt szervezőkészségével. Az árpádhalmi nyári olvasótáborai országos hírűek voltak. Ifjú igazgatóként 1984-ben ő szervezte meg a felnőtt könyvtár átköltözését a József Attila utca 1. szám alól az egykori Szentesi Takarékpénztár Kossuth téri épületébe. Ez egyúttal a helyben maradó Gyermekkönyvtár önálló létezésének kezdetét is jelentette.
Megerősítette az együttműködést a megyei fenntartású társ-közintézményekkel - a Szentesi Fióklevéltárral Archiválva 2012. szeptember 9-i dátummal a Wayback Machine-ben és a Koszta József Múzeummal - melynek számos közös rendezvény, és helyi kiadvány lett a gyümölcse.
Sok újszerű kezdeményezés elindítója volt. Az általa vezetett “vállalkozó könyvtárnak” könyvesboltja volt a Művelt Nép Könyvkiadó égisze alatt, antikváriumot működtetett, könyveket, kiadványokat jelentetett meg - köztük az országos visszhangot kiváltó Szentesi ki kicsoda? kortárs lexikont - és közkereseti társaságként különféle szellemi “bérmunkák” elvégzésére vállalkozott.
Az intézmény munkatársaival intenzív kulturális- és közéleti rendezvényszervező munkát végzett. Ekkor váltak rendszeressé Dorogi Zsigmond irodalmi műsorai, emellett a későbbi rendszerváltó személyiségek közül – Csurka Istvántól Bíró Zoltánig – sokan tartottak a könyvtárban emlékezetes fórumokat.
A rendszerváltozás idején a reformkommunisták sorába tartozónak vallotta magát, ám a közéleti stílus eldurvulása, és más tényezők miatt hamarosan kiábrándult a politikából, és újra teljes energiájával a könyvtáros szakma felé fordult.
Hódmezővásárhelyre visszakerülve mint igazgatóhelyettes és frissen végzett informatikus könyvtáros nagy hangsúlyt fektetett a számítógépek könyvtári alkalmazására. Kezdeményezte az integrált könyvtári rendszer bevezetését, és a kiépülő városi üvegszálas informatikai hálózatra alapozva a könyvtár információs központ jellegének megerősítését. Munkatársaival elkezdték feldolgozni az önkormányzati jegyzőkönyveket, és más közérdekű dokumentumokat.
Pályázati és alapítványi forrásokat szerzett az intézménye számos projektjéhez. Itt is megszervezte a diákok nyári olvasótáborait, távoktatási tervezetet készített és kiadta több helyi alkotó munkáját. Szerzőként és szerkesztőként is jegyezte a Vásárhelyi Almanach Archiválva 2023. március 8-i dátummal a Wayback Machine-ben című életrajzi- és városismertető kötetet. Eközben hét hónapig felelős szerkesztője volt a Szentesi Élet városi hetilapnak.
Főiskolai óraadó tanárként, könyvtári szakmai lapokban megjelent cikkek szerzőjeként, szakdolgozatok konzulenseként részt vállalt a szakemberképzés színvonalának emelésében. Korai távozása nagy veszteség volt nem csak a családjának, hanem a könyvtáros szakmának is.

## Egyesületi és egyéb tagságai
1975-től tagja volt a Magyar Könyvtárosok egyesületének. 1982-től a Csongrád Megyei Könyvtáros című szaklap szerkesztőbizottságában dolgozott.
A rendszerváltás előtti közéleti tevékenysége során 1982-ben a Szentes Városi Tanács Munkaügyi Döntőbizottságának tagja lett. 1985-től az MSZMP Szentes Városi Közművelődési Alapszervezet titkára, a Szentes Városi Bizottság tagja volt, emellett részt vett a Csongrád Megyei Művelődési és Ifjúságpolitikai Bizottság munkájában.
1995-től képviselte intézményét az Informatikai és Könyvtári Szövetségben, amely soraiból 1999-ben delegálta a Nemzeti Kulturális Alapprogram Könyvtári Szakmai Kollégiumának tagjai közé.

## Elismerései
1976-ban szentesi gyermekkönyvtárosként Miniszteri Dicséretet kapott. 1978-ban az Alkotó pedagógusok Csongrád megyei pályázatán első díjat nyert a "Zenei és képzőművészeti nevelés lehetőségei és gyakorlati kérdései a gyermekkönyvtárban" című munkájával.
1985-ben már mint könyvtárigazgató kapta meg a Kiváló Munkáért kitüntetést, és ugyanez évben a “Szentesért” érdemérem bronz fokozatát. 1990. augusztus 17-én a Parlamentben a Kiváló Népművelő kitüntetést vehette át.

## Munkáiból

### Cikkek, tanulmányok
Csongrád Megyei Könyvtáros (1985:1-2. Új helyen a Szentesi Városi Könyvtár; 1989:1-2. Könyvesboltot nyitunk; 1991:3-4. A tájékozatlanság sokba kerül! Vállalkozói szabadiskola a szentesi könyvtárban; uo. Közhasznú és közérdekű információs iroda a Szentesi Városi Könyvtárban; 1992:3-4. Vállalkozások a Szentesi Városi Könyvtárban.)
Szentesi egyletek és társulatok a XIX. században. Szentes, 1994. (Kézirat, 114 p.)

### Könyvek, kiadványok
- Szentesi ki kicsoda? Bodrits Istvánnal és Labádi Lajossal. Szentes, 1988. 255 p.
- VÁSÁRHELYI ALMANACH Archiválva 2023. március 8-i dátummal a Wayback Machine-ben - Városismertető és ki kicsoda Hódmezővásárhelyen 1997
- Hódmezővásárhely Megyei Jogú Város polgármesterének jelentése 1997. évről - Hmvhely, 1998 (szerkesztés)
- Hódmezővásárhely jeles tudósai - Bp.-Hmvhely, 2000. 269 p. (szerkesztés)

### Felelős kiadóként
- Szentesi életrajzi évfordulók 1985, 1986, 1987, 1988, 1989. (Szentes, 1985/89)
- Szentesi ki kicsoda? (Uo., 1988.)
- Szentes címertörténete (Uo., 1989)
- Hess, öregúr! Nagyajtósi István versei (Uo., 1990).

## Emlékezete
- Gerhardt József: Beszélgetés Majtényiné Túri Katalinnal. Rádió-7 „Szőttes”, 1999. 11. 14.

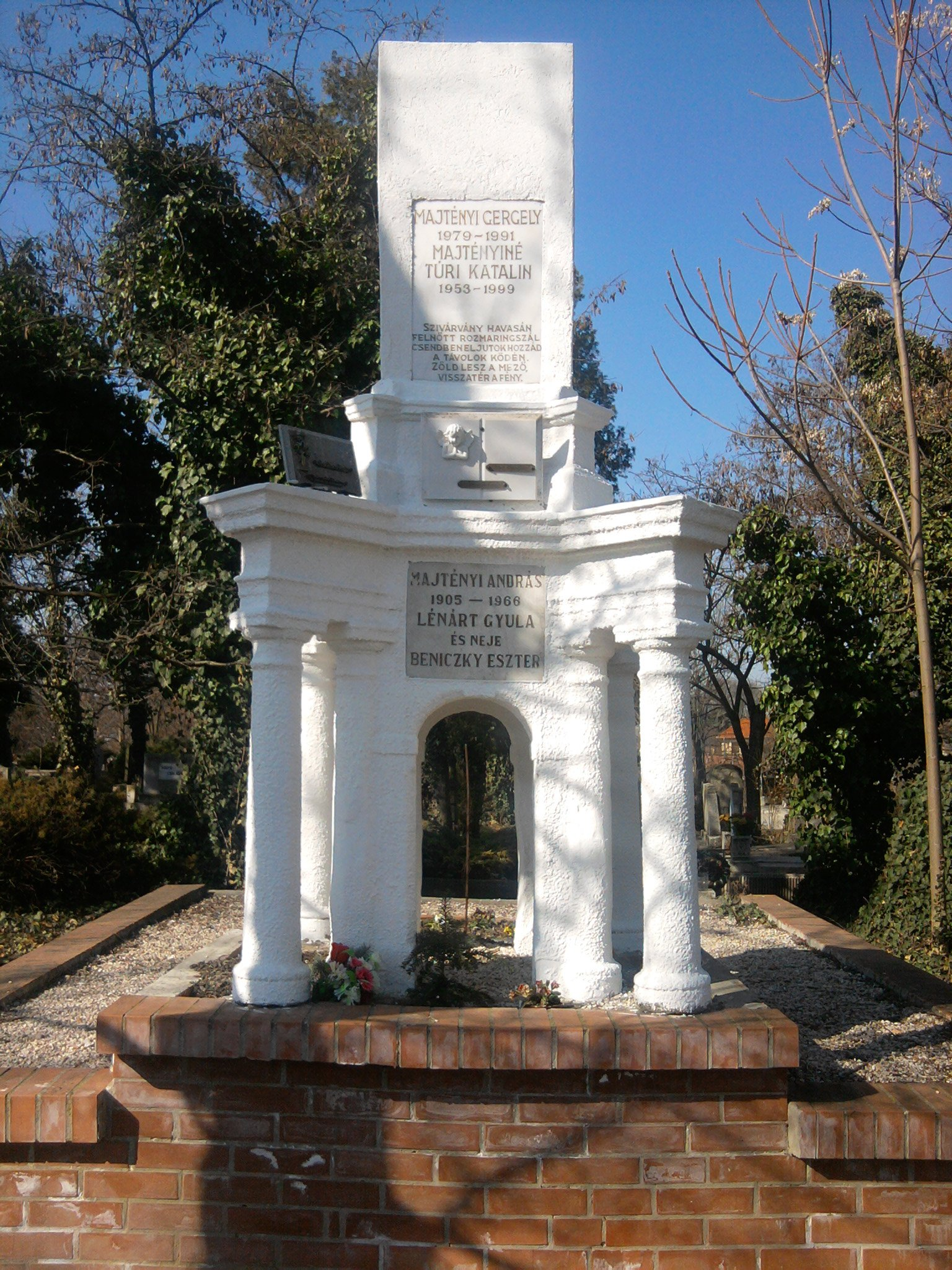
A Majtényi-család síremléke a szentesi alsó-református temetőben

- Búcsú Majtényiné Túri Katalintól. Csongrád Megyei Könyvtáros, 31. évf. 1/4. sz. (1999)
- Imre Ernő: Gyászbeszéd Majtényiné Túri Katalin felett. Szentesi Élet, 2000. 01. 07.
- Megszakadt életút – Emlékezés Majtényiné Túri Katalin könyvtárosra (1953–1999) (Kötetszerkesztés: Labádi Lajos) Szentes, 2004. 82 p.
- Majtényiné Túri Katalinra emlékeztek[halott link] (képekkel) - Promenád - 2004.12.28.
- Megszakadt életút - Emlékezés Majtényiné Túri Katalin könyvtárosra (képekkel) - Vidovics Ferenc, Szentesi Mozaik - 2004.12.29.
- Martonosy Edit: Memento egy EMBERÉRT.[halott link] Promenád, 2005. 01. 07.
- Poszler György: Megszakadt életút. Szentesi Élet, 2005. 01. 21.
- Mezey László Miklós: Egy könyvtárosnő emlékezete Könyv, Könyvtár, Könyvtáros, 2005/3. 59–60. p.